# Діттінген
Діттінген (нім. Dittingen) — громада  в Швейцарії в кантоні Базель-Ланд, округ Лауфен.

## Географія
Громада розташована на відстані близько 55 км на північ від Берна, 19 км на захід від Лісталя.
Діттінген має площу 6,8 км², з яких на 7,3% дозволяється будівництво (житлове та будівництво доріг), 29,6% використовуються в сільськогосподарських цілях, 62,3% зайнято лісами, 0,9% не є продуктивними (річки, льодовики або гори).

## Демографія
2019 року в громаді мешкало 708 осіб (-5,1% порівняно з 2010 роком), іноземців було 15,7%. Густота населення становила 105 осіб/км².
За віковим діапазоном населення розподілялося таким чином: 18,4% — особи молодші 20 років, 59,3% — особи у віці 20—64 років, 22,3% — особи у віці 65 років та старші. Було 331 помешкань (у середньому 2,1 особи в помешканні).
Із загальної кількості 217 працюючих 24 було зайнятих в первинному секторі, 46 — в обробній промисловості, 147 — в галузі послуг.